# SM UC-90
SM UC-90 – niemiecki podwodny stawiacz min z okresu I wojny światowej, jedna z 25 ukończonych jednostek typu UC III. Zwodowany 19 stycznia 1918 roku w stoczni Blohm & Voss w Hamburgu, został przyjęty do służby w Kaiserliche Marine 15 lipca 1918 roku. 13 listopada UC-90 został internowany w Szwecji, a następnie przekazany Japonii. Wcielony 1 grudnia 1918 roku do Japońskiej Cesarskiej Marynarki Wojennej pod oznaczeniem O-4, służył do 1921 roku, kiedy został złomowany.

## Projekt i budowa
Podwodne stawiacze min typu UC III były lekko ulepszoną wersją swoich poprzedników (typu UC II), zaprojektowaną w celu uzupełnienia wojennych strat tych ostatnich i likwidacji wad zauważonych podczas eksploatacji. Powiększono minimalnie wymiary, wyporność i moc układu napędowego, zwiększono liczbę członków załogi, zainstalowano działo pokładowe o większym kalibrze (10,5 cm), zwiększono maksymalną głębokość zanurzenia do 75 metrów, skrócono czas alarmowego zanurzenia do 15 sekund, zmniejszono natomiast ilość przewożonych min do 14 sztuk. Łącznie zamówiono 88 jednostek tego typu, jednak do zakończenia działań wojennych do służby przyjęto jedynie 16 okrętów . 
SM UC-90 zamówiony został w czerwcu 1917 roku jako jedna z 39 jednostek z I serii okrętów typu UC III (numer projektu 41a, nadany przez Inspektorat U-Bootów), w ramach wojennego programu rozbudowy floty. Został zbudowany w stoczni Blohm & Voss w Hamburgu jako jeden z 50 okrętów typu UC III zamówionych w tej wytwórni . UC-90 otrzymał numer stoczniowy 324 (Werk 324)  . Stępkę okrętu położono w 1917 roku , został zwodowany 19 stycznia 1918 roku , a ukończono go w lipcu 1918 roku.

## Dane taktyczno-techniczne
SM UC-90 był średniej wielkości przybrzeżnym okrętem podwodnym o konstrukcji dwukadłubowej. Długość całkowita wynosiła 56,51 metra, szerokość 5,54 metra i zanurzenie 3,77 metra. Wykonany ze stali kadłub sztywny miał 42,2 metra długości i 3,65 metra szerokości . Wysokość (od stępki do szczytu kiosku) wynosiła 7,98 metra . Wyporność w położeniu nawodnym wynosiła 491 ton, a w zanurzeniu 571 ton. Okręt napędzany był na powierzchni przez dwa 6-cylindrowe, czterosuwowe silniki Diesla MAN S6V26/36 o łącznej mocy 600 KM, a pod wodą poruszał się dzięki dwóm silnikom elektrycznym SSW o łącznej mocy 770 KM. Dwa wały napędowe poruszające dwoma śrubami zapewniały prędkość 11,5 węzła na powierzchni i 6,6 węzła w zanurzeniu. Zasięg wynosił 9 850 Mm przy prędkości 7 węzłów w położeniu nawodnym oraz 40 Mm przy prędkości 4,5 węzła pod wodą. Zbiorniki mieściły 77 ton paliwa. Dopuszczalna głębokość zanurzenia wynosiła 75 metrów, a czas zanurzenia 15 sekund.
Głównym uzbrojeniem okrętu było 14 min kotwicznych typu UC/200 w sześciu skośnych szybach minowych o średnicy 100 cm, usytuowanych w podwyższonej części dziobowej. Uzbrojenie uzupełniały dwie zewnętrzne wyrzutnie torped kalibru 500 mm (strzelające w kierunku dziobu, umiejscowione na pokładzie na śródokręciu po obu stronach kiosku), jedna wewnętrzna wyrzutnia torped kal. 500 mm na rufie (z łącznym zapasem 7 torped) oraz umieszczone przed kioskiem działo pokładowe kal. 10,5 cm Utof C/16 L/45, z zapasem amunicji wynoszącym 150 naboi .
Załoga okrętu składała się z 3 oficerów oraz 29 podoficerów i marynarzy.

## Służba

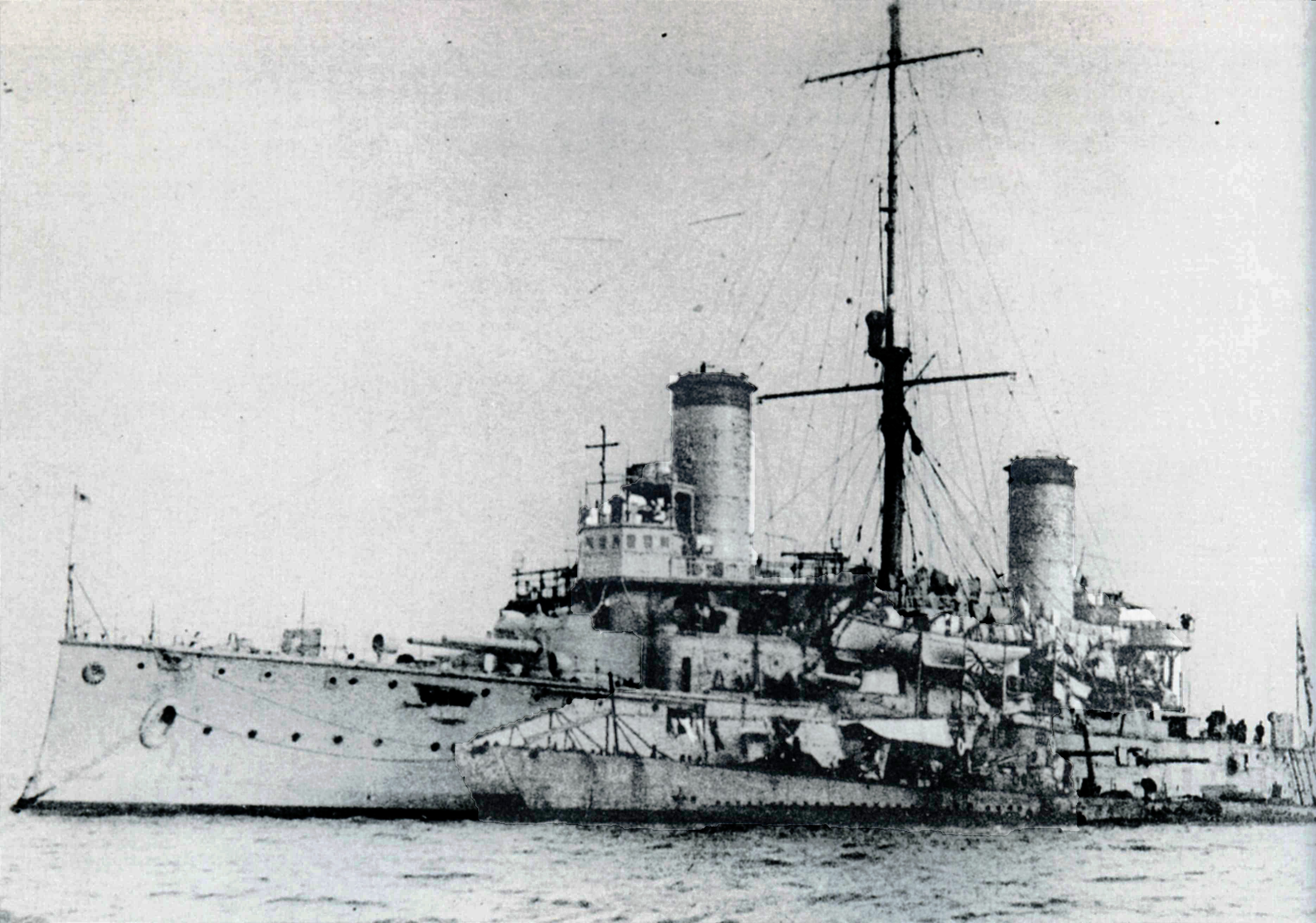
UC-90 i UC-99 na Malcie u burty japońskiego krążownika „Nisshin”

15 lipca 1918 roku SM UC-90 został przyjęty do służby w Cesarskiej Marynarce Wojennej, a jego dowództwo objął por. mar. (niem. Oberleutnant zur See) Justus Oldekop  . Do momentu zakończenia działań wojennych okręt nie uczestniczył w żadnej misji bojowej i nie odniósł sukcesów . 13 listopada 1918 roku U-Boot został internowany w szwedzkiej Karlskronie . 1 grudnia 1918 roku okręt przekazano Japonii, gdzie został wcielony do Japońskiej Cesarskiej Marynarki Wojennej pod oznaczeniem O-4 (jap. 潜水艦)  . Jednostka służyła do 1921 roku, a następnie została złomowana w Kure.